# Бірчак Володимир Іванович
Бірчак (Бирчак) Володимир Іванович (12 березня 1881, село Любинці, Стрийський повіт — 21 вересня 1952, Озерлаг) — український письменник, літературознавець, вояк УСС, делегат Української Національної Ради ЗУНР (від УСДП) 1918 року, діяч Пласту в Ужгороді, зокрема, голова Крайової Пластової Старшини Закарпаття, керівник Української евакуаційної комісії після окупації Карпатської України (до 30 квітня 1939 року).

## Життєпис
Народився у сім'ї греко-католицького священика. Закінчив гімназію, потім вивчав філософію та літературу у Львівському університеті. Був членом літературного гуртка «Молода муза». Потім працював у Дрогобицькій (вчитель грецької та української мов до 1 листопада 1918 року) та Самбірській гімназіях. Був дійсним членом Наукового товариства імені Шевченка, друкувався у Записках НТШ.
Під час Першої світової війни був у лавах Українських Січових Стрільців, мав звання старшини. 1918 року обирався делегатом Української Національної Ради ЗУНР (від УСДП). Після поразки українських визвольних змагань врятувався від більшовиків, виїхавши до Одеси разом з німецькими полоненими.

### Закарпатський період (1920—1945)
1920 року переїхав до Ужгорода, де почав викладати українську літературу в гімназії. Брав активну участь у громадському та культурному житті українців Закарпаття, зокрема був одним із організаторів закарпатського Пласту. Входив до редакційної колегії газети «Пластун». Також написав кілька підручників та читанок для українських шкіл.
Після надання Підкарпатській Русі автономії в складі Чехословаччини, Бірчак мав своє бачення можливості відбудови незалежної України саме із Закарпаття. Це відображено в його розмові з Уласом Самчуком наприкінці вересня 1938 року в Ужгороді. Як усі націоналісти, Самчук вважав Карпатську Україну початком відбудови незалежної України. Позапартійний Бірчак виходив з об'єктивних умов: Карпатська Україна може бути тільки завершенням, а не початком цього державотворчого процесу.
Після окупації угорцями Закарпаття 15 березня 1939 року повноважні карпатоукраїнські представники залишили край через півтора місяця після початку агресії. До 30 квітня 1939 року в Хусті офіційно діяла Українська евакуаційна комісія на чолі з Володимиром Бірчаком. Після чого він виїхав до Праги.

### Арешт і версії загибелі
1945 року повернувся до Ужгорода, де був заарештований. Після цього його доля залишалася невідомою.
За різними версіями:
- закатований 1945 року в тюрмі Ужгорода, про що вказав Степан Пап-Пугач у «Пластовому альманасі», посилаючись на те, що Володимир Бірчак пропав після арешту.
- за дослідженнями О. Мишанича, Миколи Мушинки, Василя Габора, Л. Баботи, В. Іваня 11 січня 1946 року Володимир Бірчак засуджений Закарпатським обласним судом за український буржуазний націоналізм як німецький і чехословацький шпигун до 20 років ув'язнення. Відбував покарання у таборах Сиблагу й Озерлагу. 21 вересня 1952 року[5] помер у таборі поблизу міста Тайшет (Російська Радянська Федеративна Соціалістична Республіка).

Реабілітований 1990 року за відсутністю складу злочину.